# جيم كينكيد (صحفي)
جيم كينكيد (بالإنجليزية: Jim Kincaid)‏ هو صحفي أمريكي، ولد في 23 أكتوبر 1934 في هيوستن في الولايات المتحدة، وتوفي في 17 يوليو 2011.